# وندت
وندت (به فرانسوی: Vendat) یک کمون در فرانسه است که در Canton of Escurolles واقع شده‌است.

## خصوصیات
وندت ۱۶٫۷۶ کیلومترمربع مساحت و ۲٬۱۹۲ نفر جمعیت دارد و ۳۴۰ متر بالاتر از سطح دریا واقع شده‌است.